# Thiopropérazine
La thiopropérazine est un antipsychotique de première génération du groupe des phénothiazines. Vendue sous la marque Majeptil, il est utilisé comme tranquillisant, antiémétique, sédatif et dans le traitement de la schizophrénie,,.